# Zoe was Alleke
Het Heemkundig en Ambachtelijk Museum Zoe was Alleke (= zo was Alken) is een streekmuseum te Alken, gevestigd aan Alkerstraat 93.
Dit, in een hoeve gevestigde, museum toont een verzameling gebruiksvoorwerpen, gereedschappen en landbouwwerktuigen uit het begin van de 20e eeuw.
Soms zijn er in dit museum ook kleine wisseltentoonstellingen en evenementen die betrekking hebben op de plaatselijke heemkunde.
De bedenker en stichter van het museum is Theo Cosemans.